# Tour du Haut Anjou
Die Tour Haut Anjou war ein französisches Rad-Etappenrennen für die Klasse der U23-Fahrer. Das Rennen zählte von 2007 bis zur letzten Austragung zur UCI Europe Tour und gehörte zur Kategorie 2.2. Das Rennen fand seit 2001 jedes Jahr im Mai statt und wurde über drei Etappen und seit 2007 zusätzlich einem Einzelzeitfahren, ausgetragen.

## Sieger
- 2001  Mathieu Drujon
- 2002  Tom Tiblier
- 2003  Christophe Riblon
- 2004  Anthony Ravard
- 2005  Nicolas Rousseau
- 2006  Timothy Gudsell
- 2007  Martijn Keizer
- 2008  Dennis van Winden
- 2009  Tejay van Garderen